# Federico Bianchi
Federico Bianchi (tudi Frederick Bianchi), avstrijski feldmaršal italijanskega rodu, * 1. februar 1768, † 18. avgust 1855.

## Življenjepis
Biachi se je rodil na Dunaju, kjer je študiral na Imperialni inženirski akademiji. Leta 1788 je postal podporočnik v Armadi Slavonije in se odlikoval med obleganjem Bubice.. Po obleganju Valenciennesa leta 1793 je bil povišan v stotnika.. Leta 1796 je bil v Italiji kot štabni častnik von Wurmserja. Pri Brescii je ujel pribočnika Joachima Murata. Medtem ko je poveljeval šestim bataljonom polka grofa von Lusignana med bitko za Rivoli, je padel v vojno ujetništvo, a je bil izpuščen na prošnjo generala Alvinczija
Leta 1799 je bil kot podpolkovnik in ataše dodeljen nadvojvodi Ferdinandu in nato Karlu med kampanjo v Nemčiji in Švici.. V treh mesecih je bil povišan v polkovnika in imenovan za poveljnika 48. madžarskega pehotnega polka. Leta 1804 je zatrl v Kotorju.
Po nemški kampanji je kot generaladjutant poveljeval 48. polku do leta 1807, ki je postal brigadni general.
Leta 1808 se je poročil s Friederike Liebetrau von Maixdorf (1780–1838).
Med 3. in 5. junijem 1809 je zavrnil napade maršala Davouta, ki je hotel vzpostaviti mostišče preko Donave blizu Pressburga; za to dejanje je prejel vojaški križec Marije Terezije. Nato je bil povišan v generalporočnika, v last dobil 63. pehotni polk in bil imenovan za inšpektorja pehote na Madžarske.. Leta 1812 je postal poveljnik 1. divizije armade Karla Philipa zu Schwarzenberga, s katero se je udeležil Napoleonove invazije na Rusijo.
Leta 1813 je komaj obdržal svojo divizijo pri Dresdnu, katerega je hotel napasti, dokler ga ni napadel Napoleon. Odlikoval se je med bitko za Leipzig, zakar mu je car Aleksander I. Ruski podelil križec svetega Jurija. Naslednje leto je poveljeval korpusu, ki je bil vpleten v srdite boje okoli Moret-sur-Loinga.
Nato je bil poslan v Dijon, da bi zaustavil maršala Augereauja, ki pa ga je premagal 11. marca 1814 in se je moral umakniti v Saint-Symphorien blizu Mâcona. 
Leta 1815 je bil s silo 20.000 vojakov poslan v Italijo, da bi preprečil neapeljskemu kralju Joachimu Muratu, da bi zavzel Italijo med t. i. neapeljsko vojno. Sam je poveljeval enemu korpusu, medtem ko je drugemu poveljeval Adam Albert von Neipperg. V bitki za Tolentino je odločno premagal Murata, zakar ga je Ferdinand IV. Neapeljski povzdignil v vojvodo Casalanze in nato je bil povišan še v feldmaršala.
Upokojil se je leta 1824 in se umaknil na posestvo v Moglianu Venetu, katerega je kupil leta 1821. Tu je postal vinograde, ki obstajajo še danes. Med italijansko revolucijo leta 1848 je bil kot avstrijski feldmaršal za dva meseca zajet in zaprt v Trbižu.
Umrl je v štajerskemu Rogatcu, kamor se je preselil, da bi pobegnil pred izbruhom kolere v Moglianu; leta 1864 so njegove posmrtne ostanke prenesli k njegovi italijanski vili.